# Eulagisca
Eulagisca es un género de gusanos poliquetos marinos de la familia Polynoidae. Se encuentran en el sur del océano Atlántico y en el océano Antártico.

## Especies
- Eulagisca corrientis McIntosh, 1885
- Eulagisca gigantea Monro, 1939[2]
- Eulagisca macnabi Pettibone, 1997
- Eulagisca puschkini Averincev, 1972
- Eulagisca uschakovi Pettibone, 1997